# Snelle

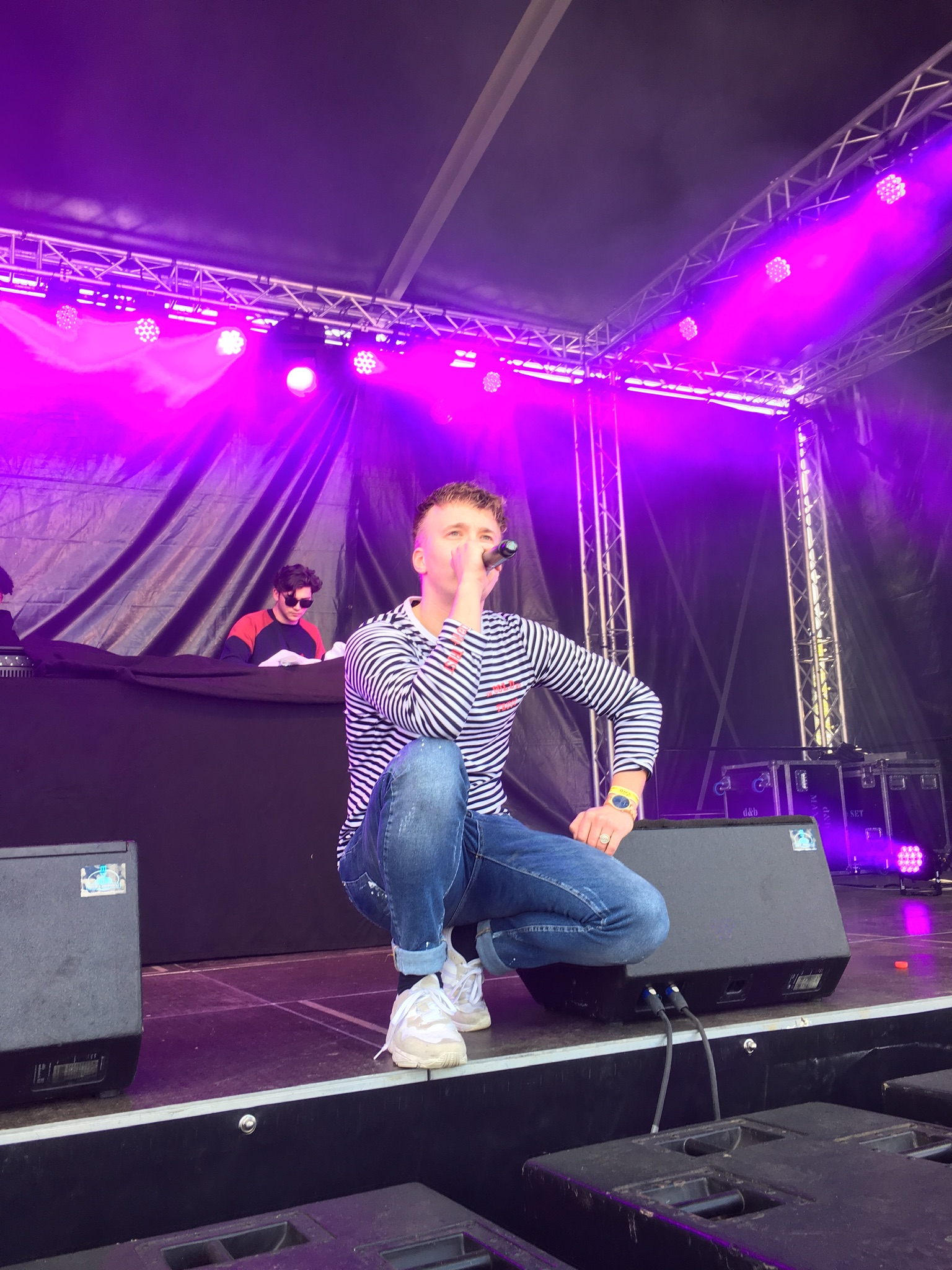
Snelle (2019)

Snelle (* 3. Oktober 1995 in Gorssel, Niederlande; bürgerlich Lars Bos) ist ein niederländischer Rapper.

## Leben und Karriere

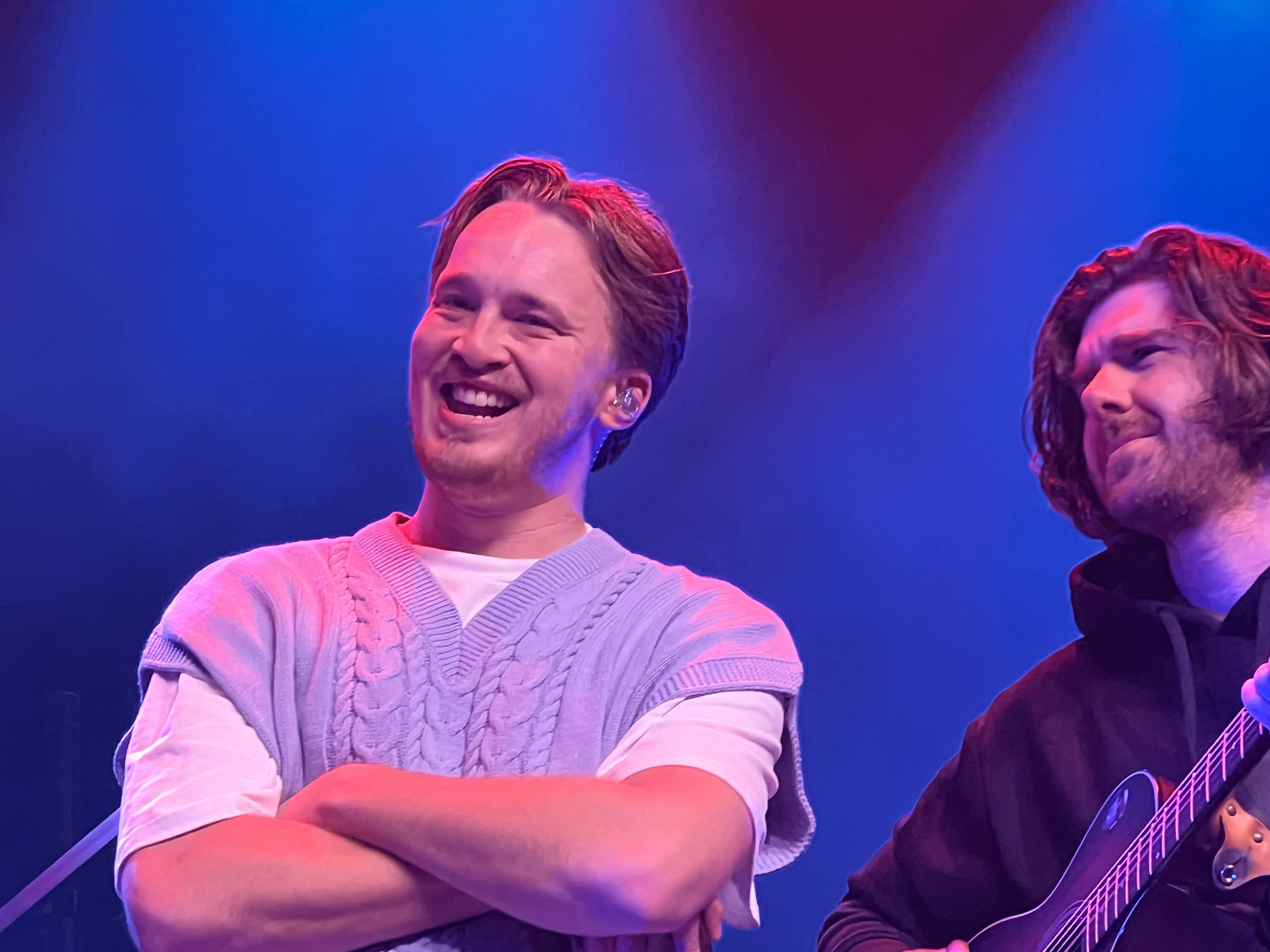
Snelle (links) im Dezember 2022

Bos wurde 1995 im niederländischen Gorssel in der Provinz Gelderland geboren. Im jungen Alter litt er unter einer angeborenen Lippen-Kiefer-Gaumenspalte, woraufhin er in seiner Kindheit unter Mobbing-Attacken litt. Seine Erlebnisse verarbeitete er teilweise in dem Lied Reünie. Der Rapper absolvierte eine Ausbildung an der Herman Brood Academie, an der auch Künstler wie Calvin Harris und Martin Garrix lernten. Seine erste Single Scars erschien im Januar 2019 und stieg bis auf Platz 22 der niederländischen Charts. Nur wenige Monate später wurde das Lied mit einer Platin-Schallplatte ausgezeichnet. Mit dem Lied Reünie erreichte Bos im September 2019 erstmals die Spitze der niederländischen Singlecharts. Auch sein drittes Album Vierentwintig konnte sich im November 2019 auf Nummer eins platzieren. Mit der im Januar 2020 veröffentlichten Single Smoorverliefd warnt der Künstler junge Menschen davor, Handys während des Fahrradfahrens zu benutzen. Auch dieses Lied stieg auf Platz eins der niederländischen Charts.

## Diskografie

### Studioalben
| Jahr | Titel Musiklabel                               | Höchstplatzierung, Gesamtwochen, AuszeichnungChartplatzierungen (Jahr, Titel, Musiklabel, Platzierungen, Wochen, Auszeichnungen, Anmerkungen) | Höchstplatzierung, Gesamtwochen, AuszeichnungChartplatzierungen (Jahr, Titel, Musiklabel, Platzierungen, Wochen, Auszeichnungen, Anmerkungen) | Anmerkungen                                                |
| Jahr | Titel Musiklabel                               | NL | BEF | Anmerkungen                                                |
| ---- | ---------------------------------------------- | --- | --- | ---------------------------------------------------------- |
| 2018 | Lieve jongens ROQ ’N Rolla Music / Cloud 9     | NL34 (29 Wo.)NL | — | Erstveröffentlichung: 23. März 2018                        |
| 2019 | Beetje bij beetje ROQ ’N Rolla Music / Cloud 9 | NL2 Gold · (83 Wo.)NL | BEF42 (59 Wo.)BEF | Erstveröffentlichung: 11. Januar 2019 Verkäufe: + 20.000   |
| 2019 | Vierentwintig ROQ ’N Rolla Music / Cloud 9     | NL1 ×2Doppelplatin · (85 Wo.)NL | BEF8 (67 Wo.)BEF | Erstveröffentlichung: 25. Oktober 2019 Verkäufe: + 80.000  |
| 2021 | Lars ROQ ’N Rolla Music / Cloud 9              | NL1 Platin · (103 Wo.)NL | BEF4 (43 Wo.)BEF | Erstveröffentlichung: 12. März 2021 Verkäufe: + 40.000     |
| 2023 | Achtentwintig Lieve Jongens / Cloud 9          | NL4 Gold · (28 Wo.)NL | BEF21 (13 Wo.)BEF | Erstveröffentlichung: 17. November 2023 Verkäufe: + 15.000 |

### EPs
| Jahr | Titel Musiklabel                 | Höchstplatzierung, Gesamtwochen, AuszeichnungChartplatzierungen (Jahr, Titel, Musiklabel, Platzierungen, Wochen, Auszeichnungen, Anmerkungen) | Höchstplatzierung, Gesamtwochen, AuszeichnungChartplatzierungen (Jahr, Titel, Musiklabel, Platzierungen, Wochen, Auszeichnungen, Anmerkungen) | Anmerkungen                         |
| Jahr | Titel Musiklabel                 | NL | BEF | Anmerkungen                         |
| ---- | -------------------------------- | --- | --- | ----------------------------------- |
| 2022 | 1/3 ROQ ’N Rolla Music / Cloud 9 | NL20 (2 Wo.)NL | BEF198 (1 Wo.)BEF | Erstveröffentlichung: 25. März 2022 |

Weitere EPs
- 2019: Twee van vierentwintig

### Singles
| Jahr | Titel Album                      | Höchstplatzierung, Gesamtwochen, AuszeichnungChartplatzierungen (Jahr, Titel, Album, Platzierungen, Wochen, Auszeichnungen, Anmerkungen) | Höchstplatzierung, Gesamtwochen, AuszeichnungChartplatzierungen (Jahr, Titel, Album, Platzierungen, Wochen, Auszeichnungen, Anmerkungen) | Anmerkungen                                                                                  |
| Jahr | Titel Album                      | NL | BEF | Anmerkungen                                                                                  |
| ---- | -------------------------------- | --- | --- | -------------------------------------------------------------------------------------------- |
| 2019 | Scars Beetje bij beetje          | NL22 ×2Doppelplatin · (8 Wo.)NL | BEF— GoldBEF | Erstveröffentlichung: 18. Januar 2019 Verkäufe: + 170.000                                    |
| 2019 | Plankgas Vierentwintig           | NL18 ×2Doppelplatin · (5 Wo.)NL | BEF— GoldBEF | Erstveröffentlichung: 10. Mai 2019 Verkäufe: + 170.000; mit Frenna                           |
| 2019 | Reünie Vierentwintig             | NL1 ×3Dreifachplatin · (18 Wo.)NL | BEF6 ×2Doppelplatin · (21 Wo.)BEF | Erstveröffentlichung: 31. Juli 2019 Verkäufe: + 300.000                                      |
| 2019 | Lippenstift Vierentwintig        | NL2 Gold · (12 Wo.)NL | BEF15 Platin · (24 Wo.)BEF | Erstveröffentlichung: 27. September 2019 Verkäufe: + 80.000; mit Marco Borsato & John Ewbank |
| 2019 | Ze kent mij Vierentwintig        | NL19 Platin · (9 Wo.)NL | BEF— GoldBEF | Erstveröffentlichung: 25. Oktober 2019 Verkäufe: + 90.000; mit Yare Lauden                   |
| 2020 | Smoorverliefd Lars               | NL1 ×2Doppelplatin · (17 Wo.)NL | BEF2 ×2Doppelplatin · (19 Wo.)BEF | Erstveröffentlichung: 10. Januar 2020 Verkäufe: + 200.000                                    |
| 2020 | 17 miljoen mensen –              | NL1 Platin · (12 Wo.)NL | — | Erstveröffentlichung: 23. März 2020 Verkäufe: + 80.000; mit Davina Michelle                  |
| 2020 | Kleur Lars                       | NL7 Platin · (15 Wo.)NL | BEF32 (1 Wo.)BEF | Erstveröffentlichung: 5. Juni 2020 Verkäufe: + 80.000                                        |
| 2020 | De overkant Lars                 | NL2 Platin · (20 Wo.)NL | BEF11 Gold · (14 Wo.)BEF | Erstveröffentlichung: 21. August 2020 Verkäufe: + 100.000; mit Suzan & Freek                 |
| 2020 | In de schuur Lars                | NL12 ×2Doppelplatin · (20 Wo.)NL | — | Erstveröffentlichung: 16. Oktober 2020 Verkäufe: + 160.000; feat. Ronnie Flex                |
| 2020 | Papa heeft weer wat gelezen Lars | NL39 (2 Wo.)NL | — | Erstveröffentlichung: 6. November 2020 mit Thomas Acda                                       |
| 2021 | Blijven slapen Lars              | NL1 ×2Doppelplatin · (21 Wo.)NL | BEF10 Platin · (20 Wo.)BEF | Erstveröffentlichung: 5. März 2021 mit Maan                                                  |
| 2021 | In m’n bloed 1/3                 | NL14 Platin · (13 Wo.)NL | — | Erstveröffentlichung: 12. September 2021                                                     |
| 2022 | Pizza met ananas 1/3             | NL— GoldNL | BEF47 (1 Wo.)BEF | Erstveröffentlichung: 9. Mai 2022                                                            |
| 2022 | Kijk ons nou Joris               | NL— GoldNL | BEF3 (24 Wo.)BEF | Erstveröffentlichung: 26. Mai 2022 mit Metejoor                                              |
| 2022 | 5 Voor 12 Achtentwintig          | NL23 (10 Wo.)NL | — | Erstveröffentlichung: 24. November 2022                                                      |
| 2023 | Terugweg Achtentwintig           | NL27 (7 Wo.)NL | — | Erstveröffentlichung: 23. Februar 2023                                                       |
| 2023 | Ruggengraat Achtentwintig        | NL32 Gold · (5 Wo.)NL | — | Erstveröffentlichung: 19. Mai 2023 mit Kraantje Pappie                                       |
| 2023 | Radio Achtentwintig              | NL39 (6 Wo.)NL | BEF29 (12 Wo.)BEF | Erstveröffentlichung: 18. August 2023                                                        |
| 2023 | Hoodiedate Achtentwintig         | NL38 (2 Wo.)NL | — | Erstveröffentlichung: 3. November 2023                                                       |
| 2025 | Op jou heb ik gewacht –          | NL33 (7 Wo.)NL | — | Erstveröffentlichung: 2. Januar 2025 mit De Poema’s                                          |

Weitere Singles
- 2018: Zegen (mit Jairzinho, NL: Platin)
- 2019: Samen (NL: Platin)
- 2019: Reünie (Outsiders Remix) (NL: Gold)
- 2019: Voor je deur (NL: Gold)
- 2020: Verliezen Met Jullie (mit Pjotr & Okke Punt, NL: Gold)
- 2023: De Laatste (mit Ammar, NL: Platin)

### Gastbeiträge
| Jahr | Titel Album | Höchstplatzierung, Gesamtwochen, AuszeichnungChartplatzierungen (Jahr, Titel, Album, Platzierungen, Wochen, Auszeichnungen, Anmerkungen) | Höchstplatzierung, Gesamtwochen, AuszeichnungChartplatzierungen (Jahr, Titel, Album, Platzierungen, Wochen, Auszeichnungen, Anmerkungen) | Anmerkungen                                                |
| Jahr | Titel Album | NL | BEF | Anmerkungen                                                |
| ---- | ----------- | --- | --- | ---------------------------------------------------------- |
| 2025 | Ik zing –   | NL4 (… Wo.)NL | — | Erstveröffentlichung: 20. März 2025 Zoë Livay feat. Snelle |

Weitere Gastbeiträge
- 2019: Tranen in de studio (Philly Moré feat. Snelle, NL: Gold)
- 2020: Venus (Frenna feat. Ronnie Flex & Snelle, NL: Gold)

## Auszeichnungen für Musikverkäufe
| Goldene Schallplatte - Niederlande - 2019: für das Lied Alleen Maar Gelukkig - 2019: für das Lied Kibbelingkraam - 2020: für das Lied Hoofd Omhoog | Platin-Schallplatte - Niederlande - 2020: für das Lied Eredivisie |

Anmerkung: Auszeichnungen in Ländern aus den Charttabellen bzw. Chartboxen sind in ebendiesen zu finden.
| Land/RegionAuszeichnungen für Musikverkäufe (Land/Region, Auszeichnungen, Verkäufe, Quellen) | Gold       | Platin       | Verkäufe  | Quellen     |
| -------------------------------------------------------------------------------------------- | ---------- | ------------ | --------- | ----------- |
| Belgien (BRMA)                                                                               | 4× Gold4   | 6× Platin6   | 180.000   | ultratop.be |
| Niederlande (NVPI)                                                                           | 14× Gold14 | 25× Platin25 | 2.415.000 | nvpi.nl     |
| Insgesamt                                                                                    | 18× Gold18 | 31× Platin31 |           |             |